# Bobur Abduholiqov
Bobur Abduholiqov (Koson, 23 aprile 1997) è un calciatore uzbeko, attaccante del Paxtakor e della nazionale uzbeka.

## Carriera

### Club
Dopo aver giocato nella prima divisione uzbeka, il 19 febbraio 2021 viene acquistato a titolo definitivo dalla squadra ucraina del Ruch L'viv.

### Nazionale
Dopo aver giocato nelle nazionali Under-19 ed Under-23, tra il 2018 ed il 2020 ha totalizzato 3 presenze con la nazionale maggiore, con la quale nel 2023 è stato convocato per partecipare alla Coppa d'Asia.

## Palmarès

### Club

#### Competizioni nazionali
- Coppa dell'Uzbekistan: 1

Nasaf Qarshi: 2015
- Supercoppa dell'Uzbekistan: 1

Nasaf Qarshi: 2016
- Campionato kazako: 1

Ordabasy: 2023
- Campionato uzbeko: 1

Nasaf Qarshi: 2024

### Individuale
- Capocannoniere della Vyšėjšaja Liha: 1

2022 (26 gol)